# Interocrea philagra
Interocrea philagra är en insektsart som beskrevs av Hamilton 1980. Interocrea philagra ingår i släktet Interocrea och familjen spottstritar. Inga underarter finns listade i Catalogue of Life.